# Plume d’Or 1976
Der Plume d’Or 1976 im Badminton wurde am 22. und 23. Mai 1976 in Colombes ausgetragen. Sieger wurde das Team aus der Schweiz.

## Ergebnisse
| Team 1     | Team 2     | Punkte 1 | Punkte 2 |
| ---------- | ---------- | -------- | -------- |
| Belgien    | Portugal   | 7        | 0        |
| Belgien    | Frankreich | 5        | 2        |
| Frankreich | Portugal   | 6        | 1        |
| Belgien    | Schweiz    | 3        | 4        |
| Frankreich | Schweiz    | 0        | 7        |
| Portugal   | Schweiz    | 2        | 5        |

## Endstand
- 1.  Schweiz
- 2.  Belgien
- 3.  Frankreich
- 4.  Portugal